# Boulevard de l'Estuaire
Le boulevard de l'Estuaire est une voie de Nantes, en France.

## Situation et accès
Située sur l'île de Nantes, cette voie rectiligne qui traverse l'île sur un axe orienté est-ouest, part du Boulevard Victor-Hugo pour aboutir boulevard des Antilles.

Sur son tracé, il rencontre successivement les rues Julien-Grolleau, de la Candiserie, Alain-Barbe-Torte, Jean-Simon-Voruz, Henri-Edmond-Fouché et Oum-Kalthoum, l'allée Joséphine-Baker, le boulevard Léon-Bureau, les rues Maya-Angelou et Lucretia-Mott, l'allée Susan-Brownell-Anthony, la rue Ruth-First et l'allée Miriam-Makeba.
Elle est parallèle au boulevard de la Prairie-au-Duc situé au nord dont il est séparé d'environ 80 mètres. Cette largeur correspond initialement à l'emprise de la « maison des Syndicats » formé notamment par le bâtiment voyageur de l'ancienne gare de l'État dont le boulevard occupe l'emplacement des anciens quais.

À l'est de l'ancienne gare, des immeubles d'habitations avec commerces au rez-de-chaussée ont été déjà[Quand ?] construits, et l'artère a été prolongée pour aboutir boulevard Victor-Hugo.
À l'ouest, l'« écoquartier de la Prairie-au-Duc » (à l'emplacement des anciens hangars du Sernam dont la démolition a commencé le 12 novembre 2012 pour se terminer en février 2013) doit voir le jour. Le boulevard a été également prolongé jusqu'à celui des Antilles (8 000 des 30 000 tonnes de gravats issues de la démolition des hangars, ont été réutilisés pour la couche de fondation de la chaussée et des trotoirs).
Le côté sud du boulevard qui est actuellement occupé par les voies ferrées de l'ancienne gare de l'État, doit laisser notamment la place à un parc paysager (l'implantation du nouveau centre hospitalier universitaire, envisagé pendant un temps sur ce côté du boulevard, se fera finalement plus sud, en bord de Loire).

## Origine du nom
Son nom fait référence à l'estuaire de la Loire qui débute en aval de l'île de Nantes.

## Historique
La création de cette artère a été programmée dès les premiers projets d'aménagement de l'île de Nantes confié l'architecte Alexandre Chemetoff au début des années 2000. Sur le côté sud de la partie occidentale du boulevard, Chemetoff avait prévu l'aménagement d'un bassin à flot dit de la Loire Maritime, qui devait accueillir un port de plaisance. Ce projet fut finalement abandonné par son successeur Marcel Smets, qui opta pour la création d'un vaste d'un parc de 15 hectares.
Le nom de ce boulevard qui lui est attribuée par délibération du conseil municipal du 20 juin 2008.
Le 5 août 2013, le boulevard est ouvert à la circulation automobile dans sa totalité et, trois semaines plus tard, il est emprunté dans sa moitié est par la ligne de Chronobus C5 (dans le sens est-ouest, alors que la ligne emprunte le boulevard de la Prairie-au-Duc dans le sens inverse).
Depuis septembre 2015, un immeuble baptisé « Médiacampus » est en construction à l'ouest de la gare de l'État. Celui-ci est amené à regrouper à des fins synergiques, la grande école privée de communication SciencesCom et la télévision locale Télénantes. Ce bâtiment de 5 800 m2 de surface qui s’élèvera sur cinq niveaux doit être inauguré au début de l'année 2017.
Le 27 février 2020, la ligne de Chronobus C5 est remplacée par la ligne 5 de Busway.